# Paul Kämpf
Paul Kämpf (* 15. Juli 1885; † 21. März 1953) war ein deutscher Sozialdemokrat und Gewerkschafter.

## Kaiserreich
Paul Kämpf war gelernter Handwerker, Schlosser, und bereits auf seiner „Walz“ (1903–1905) aktiv für den Deutschen Metallarbeiterverband tätig. Er trat 1904 in Berlin der SPD bei. In Kassel, damals eine Hochburg der Sozialdemokratie, lernte er Philipp Scheidemann und August Bebel noch persönlich kennen.
Im Oktober 1905 wurde er als Wehrpflichtiger zur I. Werftdivision nach Kiel eingezogen, als Heizer und Maschinist ausgebildet und im Januar 1906 nach China, in die deutsche Kolonie Tsingtao geschickt. Er verbrachte dort zweieinhalb Jahre als Heizer des Dampfbootes „Kiautschou“ und berichtet in seinen Memoiren, die im privaten Familienbesitz sind, sehr ausführlich und lebendig aus dieser Zeit. Seine Memoiren enden mit dem Jahr 1912.
Paul Kämpf war von 1908 bis 1914 als Werkmeister in verschiedenen Betrieben tätig. Daneben war er seit 1909 ehrenamtlicher Funktionär des Deutschen Metallarbeiterverbandes und der SPD. In den Zeiten, in denen er wegen seiner Gewerkschaftstätigkeit entlassen und arbeitslos wurde, konnte nur die Heimarbeit seiner Frau Luise die Existenz sichern. 
Zwischen 1914 und 1918 nahm er am Ersten Weltkrieg teil.

## Weimarer Republik
Zwischen 1919 und 1921 war er Betriebsleiter in der Metallindustrie. Er war 1921–1922 hauptamtlicher Sekretär der SPD in Bitterfeld. Danach war er bis 1924 Bezirksleiter des Zentralverbandes der Maschinisten und Heizer in Frankfurt am Main. Anschließend war er bis März 1933 Sekretär des SPD-Unterbezirks Merseburg. 
Dort gehörte er auch der Stadtverordnetenversammlung und dem Magistrat an. Er war auch Mitglied der Provinzialversammlung der Provinz Sachsen. Er war ebenso Vorstandsmitglied der Mitteldeutschen Landesbank.

## Zeit des Nationalsozialismus
Mit dem Beginn der nationalsozialistischen Herrschaft wurde er 1933 arbeitslos. Er wurde zwischen Juni und September 1933 inhaftiert. Danach eröffnete er eine Rechts- und Wirtschaftsberatungsstelle, die kurz darauf auf Betreiben der Gestapo geschlossen wurde. Danach war er bis 1941 Inhaber eines Lebensmittelgeschäftes. Im Jahr 1939 wurde er zwangskriegsverpflichtet und war ab November 1942 Betriebsleiter einer Schraubenfabrik. Kämpf wurde im Zusammenhang mit dem Hitler-Attentat vom 20. Juli 1944 während der Aktion Gitter in das Konzentrationslager Buchenwald deportiert und nach den grausamen Überlebensbedingungen dort zusammen mit den anderen überlebenden Gefangenen im April 1945 von amerikanischen Soldaten befreit. Er war Mitunterzeichner des Buchenwalder Manifestes. 

## Nachkriegszeit
Er kehrte nach Waltershausen zurück und war Mitglied des Bundes demokratischer Sozialisten in Thüringen, einer Vorläuferorganisation der wieder gegründeten SPD. Noch im Mai 1945 wurde er zum Bürgermeister der Stadt Waltershausen in Thüringen gewählt. Diesen Posten behielt er bis 1949.
Paul Kämpf genoss sehr hohes Ansehen in der Bevölkerung und bei den amerikanischen Offizieren. Nach Abzug der Amerikaner aus Thüringen im Rahmen der Vereinbarung über den Status Berlins übernahm die sowjetische Rote Armee die Verwaltung. Auch die russischen Offiziere brachten ihm große Hochachtung entgegen, er konnte jedoch die Demontage der örtlichen Industriebetriebe nicht verhindern, genannt seien beispielhaft die Ade-Werke, wo Werkzeugmaschinen gefertigt wurden.
Schwierig wurde die Situation ab 1946, mit der Zwangsvereinigung von SPD und KPD zur SED. Kämpf wurde im April 1946 Mitglied der SED.
Kämpf hatte seit seiner Befreiung aus dem Konzentrationslager Buchenwald immer wieder größere gesundheitliche Probleme, zumal er sich nie schonte und politisch sehr aktiv war. 1949 brach er im Thüringer Wald zusammen und erholte sich nie wieder richtig bis zu seinem Tod am 21. März 1953.
Sein Grab auf dem Eisenacher Friedhof wurde 2012 aufgelassen, sein Grabstein entsorgt (Auskunft der Eisenacher Friedhofsverwaltung im April 2017).